# آنا مارگارت
آنا مارگارت (انگلیسی: Anna Margaret؛ زادهٔ ۱۲ ژوئن ۱۹۹۶) یک موسیقی‌دان اهل ایالات متحده آمریکا است. وی از سال ۲۰۰۹ میلادی تاکنون مشغول فعالیت بوده‌است.